# هیچام بنکید
هیچام بنکید (انگلیسی: Hicham Benkaid؛ زادهٔ ۲۶ آوریل ۱۹۹۰) بازیکن فوتبال اهل فرانسه است.
از باشگاه‌هایی که در آن بازی کرده‌است می‌توان به باشگاه فوتبال استراسبورگ اشاره کرد.
وی همچنین در تیم ملی فوتبال France Futsal بازی کرده‌است.